# Ольховец (Могилёвская область)
Ольхове́ц (бел. Альхавец) — деревня в 
Горецком районе Могилевской области Республики Беларусь. Входит в состав Горского сельсовета.
В 2002-2013 годах входила в состав Ходоровского сельсовета.

## Население
- 1999 год — 14 человек
- 2010 год — 6 человек